# Michael Redd
Michael Redd (Columbus, Ohio, 24. kolovoza 1979.) je bivši američki profesionalni košarkaš. Igrao je na poziciji bek šutera. Izabran je u 2. krugu (43. ukupno) NBA drafta 2000. od strane istoimene momčadi.

## Sveučilište
Pohađao je sveučilište Ohio State. Igravši na poziciji bek šutera, Redd je na sveučilištu proveo tri godine. Na prvoj godini ostvario je prosjek od 21.9 poena, na drugoj 19.5 poena, a na trećoj i zadnjoj godini sveučilišta 17.5 poena. Nakon završetka treće godine odlučio se prijaviti na NBA draft 2000. godine.

## NBA karijera
Izabran je kao 43. izbor NBA drafta 2000. od strane Milwaukee Bucksa. U svojoj rookie sezoni bio je zamjena zvijezdi kluba Rayu Allenu. Međutim uz Raya Allena, razvio se u jednog od najboljih i najpreciznijih NBA šutera. Tadašnji trener Bucksa George Karl nagradio je mladog Redda s većom minutažom na što je ovaj velikodušno odgovorio s prosjekom od 11.4 poena uz šut za tri poena od 44.4%. Iduće sezone Redd je poboljšao svoje statistike i prosječno je postizao 15.1 poena uz šut za tri poena od 43.4%. 20. veljače 2002. u utakmici s Houston Rocketsima, Redd je postigao čak osam trica u četvrtoj četvrtini i postavio novi NBA rekord po broju postignutih trica u jednoj četvrtini. U listopadu 2002. Redd je dobio poundu od Dallas Mavericksa, tešku 12 milijuna dolara za tri godine, međutim Bucksi su imali opciju izjednačiti tu ponudu i Redd je odlučio ostati u klubu. Tijekom sezone 2003./04. Allen je mijenjan u Seattle SuperSonicse, te je Redd zauzeo mjesto startnog bek šutera momčadi. Prosječno je postizao 21.7 poena te je izabran na svoju prvu i dosad jedinu All-Star utakmicu. Nakon završetka sezone 2004./05. Redd je potpisao novi šestogodišnji ugovor vrijedan 91 milijun dolara. Tim potpisivanjem odlučio je ostati s Bucksima, umjesto da potpiše manje unosan ugovor s Cavsima i zaigra zajedno s LeBronom Jamesom. 
25. siječnja 2009. Redd je ozlijedio koljeno i prognoze su bile da će propustiti ostatak sezone i 30-ak utakmica sezone 2009./10.

## Američka reprezentacija
Na kvalifikacijama za Olimpijske igre u Las Vegasu 2007. godine, Redd je prosječno postizao više od 15 poena po utakmici. U utakmici s Puerto Ricom Redd je postavio kvalifikacijski rekord po broju ubačenih trica u jednoj utakmici. Također srušio je rekord Pennya Hardawaya po broju ubačenih trica u kvalifikacijama, sa svojih 28 trica. Na Olimpijskim igrama u Pekingu 2008., kao član Redeem Teama (hrv. "Iskupljenička momčad"), osvojio je zlatnu medalju. 

## NBA statistika

### Regularni dio
| Godina    | Klub      | Odig. uta. | Uta. poč. | Min. | 2P%  | 3P%  | Sl. bac.% | Skok. | Asist. | Ukr. lop. | Blok. | Poena |
| --------- | --------- | ---------- | --------- | ---- | ---- | ---- | --------- | ----- | ------ | --------- | ----- | ----- |
| 2000./01. | Milwaukee | 6          | 0         | 5.8  | .263 | .000 | .500      | .7    | .2     | .2        | .0    | 2.2   |
| 2001./02. | Milwaukee | 67         | 8         | 21.1 | .483 | .444 | .791      | 3.3   | 1.4    | .6        | .1    | 11.4  |
| 2002./03. | Milwaukee | 82         | 14        | 28.2 | .469 | .438 | .805      | 4.5   | 1.4    | 1.2       | .2    | 15.1  |
| 2003./04. | Milwaukee | 82         | 82        | 36.8 | .440 | .350 | .868      | 5.0   | 2.3    | 1.0       | .1    | 21.7  |
| 2004./05. | Milwaukee | 75         | 75        | 38.0 | .441 | .355 | .854      | 4.2   | 2.3    | .8        | .1    | 23.0  |
| 2005./06. | Milwaukee | 80         | 80        | 39.1 | .450 | .395 | .877      | 4.3   | 2.9    | 1.2       | .1    | 25.4  |
| 2006./07. | Milwaukee | 53         | 53        | 38.4 | .465 | .382 | .829      | 3.7   | 2.3    | 1.2       | .2    | 26.7  |
| 2007./08. | Milwaukee | 72         | 71        | 37.5 | .442 | .362 | .820      | 4.3   | 3.4    | .9        | .2    | 22.7  |
| 2008./09. | Milwaukee | 33         | 32        | 36.5 | .455 | .366 | .814      | 3.2   | 2.7    | 1.1       | .1    | 21.2  |
| Ukupno    |           | 550        | 415       | 34.0 | .452 | .386 | .843      | 4.1   | 2.3    | 1.0       | .1    | 20.5  |
| All-Star  |           | 1          | 0         | 15.0 | .417 | .500 | .000      | 3.0   | 2.0    | 3.0       | .0    | 13.0  |

### Doigravanje
| Godina    | Klub      | Odig. uta. | Uta. poč. | Min. | 2P%  | 3P%  | Sl. bac.% | Skok. | Asist. | Ukr. lop. | Blok. | Poena |
| --------- | --------- | ---------- | --------- | ---- | ---- | ---- | --------- | ----- | ------ | --------- | ----- | ----- |
| 2002./03. | Milwaukee | 6          | 0         | 21.3 | .404 | .250 | .929      | 3.5   | 1.8    | .3        | .2    | 9.7   |
| 2003./04. | Milwaukee | 5          | 5         | 38.4 | .410 | .300 | .762      | 5.0   | 2.6    | .0        | .0    | 18.0  |
| 2005./06. | Milwaukee | 5          | 5         | 37.0 | .524 | .467 | .891      | 5.4   | 1.6    | .8        | .0    | 27.2  |
| Ukupno    |           | 16         | 10        | 31.6 | .452 | .340 | .864      | 4.6   | 2.0    | .4        | .1    | 17.8  |

## Vanjske poveznice
- Profil na NBA.com
- Profil  Arhivirana inačica izvorne stranice od 17. travnja 2009. (Wayback Machine) na Basketball-Reference.com